# 薛放
薛放（8世纪？—825年3月20日），唐朝河中宝鼎人。湖州長史薛同的小儿子，薛戎的弟弟。
薛放登进士第，性情端厚寡言，于是非之言不甚在意。多次出任节度使幕府，做事干练敏捷。官至试大理评事，擢升为右拾遗，转任右补阙，历任水部员外郎、兵部员外郎，升任兵部郎中。
唐宪宗以太子李恒好读书，求正直之士辅导经义，选任皇太子侍读。元和十五年（820年）二月初三，李恒嗣位为唐穆宗，还没有听政，薛放多在左右，密参机命。唐穆宗对薛放说：“小子初承大宝，害怕不能胜任，先生应该为宰相，以匡正不当之处。”薛放叩头说：“臣实在平庸浅薄，荣获侍奉陛下，不足玷污宰相大位。辅弼之任，自有贤能。”其言没有矫饰，唐穆宗嘉赏他的诚实，因召对思政殿，与翰林学士段文昌、杜元颖、沈传师、李肇、侍读丁公著，同赐金紫之服。转任工部侍郎、集贤学士。虽任官不是非常高，但恩宠隆重。转任刑部侍郎，集贤学士如故。
唐穆宗曾问侍臣：“朕想要学习经史，以何为先？”薛放说“《六经》是先圣之至言，仲尼所发扬阐明，都是天人之极致，真是万代不刊之典。史书记录前代成败得失的事迹，也足以鉴其兴亡。但是得失参半，是非没有固定的标准，所以不能与经典相比。”穆宗问：“《六经》所崇尚也不一致，志学之士，头发白了也不能全部精通，如何得其要义？”薛放回答：“《论语》是《六经》的精华，《孝经》是人伦之本。深究义理得到精要，都可以说是圣人至言。所以汉朝《论语》首列学官，汉光武帝让虎贲之士都学习《孝经》，我玄宗皇帝亲为《孝经》注解，都能使当时天下大治，四海安宁。原因是人知道孝慈，和乐气氛感化即所致治理。”穆宗说：“圣人以孝为至德要道，确是如此！”薛放任转兵部侍郎、礼部尚书，判院事。家族闺门之内，推崇孝睦，孤孀百口，家贫不能自给，常苦于俸禄微薄。薛放被皇帝召对，恳求外任。当时以节度使没有空缺阙，于是授任他观察使。担任江西观察使，以清廉为治。宝历元年二月廿七辛丑日（825年3月20日），在任上去世，唐敬宗废朝一日，谥简。